# Bernard Braine, Baron Braine of Wheatley

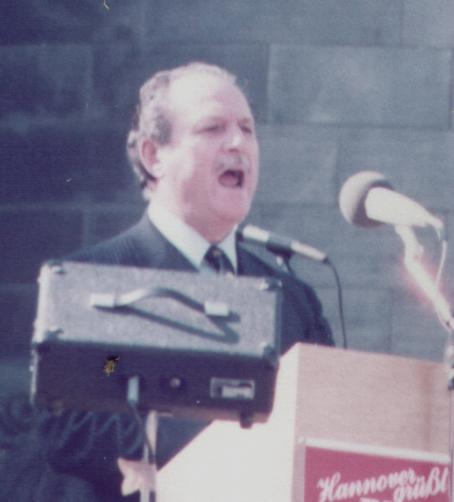
Bernard Braine, Baron Braine of Wheatley

Bernard Richard Braine, Baron Braine of Wheatley, PC, Kt, FRSA, KStJ, KSG (* 24. Juni 1914 in London; † 4. Juni 2000 in Southend-on-Sea) war ein britischer Politiker der Conservative Party und Life Peer.

## Leben
Braine wurde im Londoner Stadtteil Ealing geboren, sein Vater war im Öffentlichen Dienst tätig. Seine Schulbildung erhielt er an der Hendon County Grammar School in London. Nachdem er diese abgeschlossen hatte, begann er bei der Inland Revenue, der damaligen britischen Steuerbehörde, zu arbeiten. 1933 wurde er Mitglied bei den Young Conservatives und stieg dort bis 1937 zum nationalen Vizevorsitzenden auf.
Im Zweiten Weltkrieg diente er im North Staffordshire Regiment in Westafrika, Nordwesteuropa und Südostasien. Noch als Soldat kandidierte er für die Conservative Party bei den Unterhauswahlen 1945, war in seinem Wahlbezirk allerdings chancenlos. 1947 erschien sein Buch Tory Democracy, in welchem seine politische Weltanschauung dargestellt ist.
Den Einzug ins Parlament schaffte er schließlich 1950. In der Folgezeit gehörte er dem House of Commons bis zu seinem Rückzug aus der aktiven Politik 1992 für 39 Jahre ununterbrochen an, was ihn ab 1987 zum Father of the House, dem dienstältesten Parlamentsmitglied, machte. Während seiner Zeit im Parlament war er unter anderem Parlamentarischer Sekretär für Pensionen und Nordirland sowie für Gesundheit. Während seiner Zeit als Parlamentarier setzte er sich besonders für die Bekämpfung des Alkoholismus, gegen Abtreibungen, für die Menschenrechte und gegen die Lagerung von Öl und Chemikalien auf Canvey Island ein.
1992 wurde er als Baron Braine of Wheatley, of Rayleigh in the County of Essex, zum Life Peer erhoben und war dadurch fortan Mitglied des House of Lords.
Braine war von 1935 bis zu deren Tod 1982 mit seiner Frau Kathleen verheiratet. Das Paar hatte drei Söhne.

## Ehrungen
- 1971 wurde Braine zum Fellow der Royal Society of Arts ernannt.[1]
- 1972 wurde er zum Knight Bachelor geschlagen.[1]
- 1985 erfolgte die Ernennung zum Knight of Justice des Order of Saint John.[1]
- 1987 wurde er zum Ritter des Gregoriusordens ernannt.[1]
- Im selben Jahr wurde ihm der griechische Orden der Ehre in der Klasse Großoffizier verliehen.[1]